# Elecciones presidenciales de Sri Lanka de 2024
Las elecciones presidenciales en Sri Lanka se celebraron el sábado 21 de septiembre de 2024, según la Constitución de Sri Lanka. Los votantes elegirán un presidente para el periodo 2024-2029. El presidente actual de Sri Lanka, Ranil Wickremesinghe, buscó presentarse a una reelección.lo que lo convierte en el primer presidente en ejercicio en postularse para la reelección desde Mahinda Rajapaksa en 2015.
La elección fue una contienda a tres bandas entre Wickremesinghe, Premadasa y Dissanayake. El primer conteo de votos concluyó sin que ningún candidato obtuviera la mayoría. Dissanayake obtuvo la mayoría de los votos con el 42,31%, seguido de Premadasa con el 32,76%. El actual presidente, Wickremesinghe, terminó en tercer lugar, obteniendo solo el 17,27% de los votos. Dado que ningún candidato obtuvo la mayoría, se llevó a cabo una segunda ronda de conteo de votos por primera vez en la historia de Sri Lanka bajo su sistema de votación por orden de preferencia limitada. Al día siguiente, Dissanayake fue declarado ganador, obteniendo el 55,89% de los votos en la segunda vuelta.
Las elecciones significaron un importante realineamiento político en Sri Lanka. La victoria de Dissanayake fue la primera vez que un candidato de un tercer partido fue elegido presidente, así como la primera elección en la que ninguno de los dos principales candidatos fue respaldado por el Partido Nacional Unido o el Partido de la Libertad de Sri Lanka.

## Antecedentes
Las últimas elecciones presidenciales directas celebradas en Sri Lanka fueron en noviembre de 2019, donde el candidato del SLPP, Gotabaya Rajapaksa, ganó las elecciones con una victoria aplastante, derrotando al principal candidato de oposición Sajith Premadasa. Rajapaksa renunció al cargo el 14 de julio de 2022 en medio de una serie de protestas en el país. Esto provocó una elección presidencial indirecta a través del Parlamento una semana después, para elegir un sucesor de acuerdo con el artículo 40 de la Constitución. El entonces primer ministro, Ranil Wickremesinghe, designado por Rajapaksa apenas dos meses antes, recibió la mayor cantidad de votos y prestó juramento como noveno presidente de Sri Lanka el 21 de julio de 2022.
Según el artículo 40 de la Constitución de Sri Lanka establece que "toda persona que asuma el cargo de Presidente ocupará el cargo únicamente durante el período restante del mandato del Presidente que deja el cargo". El mandato del presidente Wickremesinghe expira el 17 de noviembre de 2024.
El debate en torno a las elecciones de 2024 ha sido un tema importante desde principios de año. La Comisión Electoral ha declarado que las elecciones deben celebrarse entre el 17 de septiembre y el 16 de octubre, como exige la Constitución. El 26 de julio, la Comisión Electoral emitió una notificación en el Boletín Oficial en la que declaraba que las elecciones se celebrarían el 21 de septiembre de 2024 y que las candidaturas debían presentarse antes del 15 de agosto. La comisión optó por celebrar las elecciones un sábado, afirmando que esto ayudaría a garantizar una alta participación de votantes. El mismo día, Ranil Wickremesinghe anunció su candidatura para un segundo mandato como presidente, presentándose como candidato independiente.
Aproximadamente 17 millones de personas están habilitadas para votar en estas elecciones.

## Sistema electoral
El Presidente de Sri Lanka se elige mediante votación por orden de preferencia limitada. Los votantes pueden expresar hasta tres preferencias clasificadas para presidente. Si ningún candidato recibe más del 50% de los votos válidos en la primera vuelta, todos los candidatos, excepto los dos que recibieron el mayor número de votos, serán eliminados. La segunda y tercera preferencia de los candidatos eliminados se distribuyen hasta que uno de los dos candidatos restantes obtenga la mayoría absoluta. En la práctica, este sistema ha tenido poca utilidad, ya que en cada elección directa, desde la primera en 1981, un candidato de uno de los dos partidos o alianzas principales en ese momento ganó en el primer recuento. Por esta razón, muchos ciudadanos optan por marcar solo a un candidato y muchos desconocen por completo que se pueden clasificar varios candidatos.
En la práctica, este sistema ha tenido poca utilidad. Todas las elecciones presidenciales desde la primera en 1981 han dado como resultado que un candidato de uno de los principales partidos o alianzas obtenga el porcentaje de votos necesario en el primer conteo. En consecuencia, muchos votantes optan por marcar solo a un candidato en sus boletas, y muchos desconocen que pueden clasificar a varios candidatos o eligen no ejercer esa prerrogativa.

### Procedimiento de votación
La Comisión Electoral esbozó el procedimiento de votación el 30 de agosto de 2024, detallando el sistema de votación clasificado debido a los múltiples candidatos que compiten en las elecciones presidenciales, asegurando que los votantes estuvieran informados sobre cómo emitir y enviar sus votos. La votación comenzó en 13.134 centros de votación en todo el país a las 7:00 a.m. SLST del 21 de septiembre y cerró a las 4:00 p.m. SLST.

### Voto por correo
La Comisión Electoral anunció las fechas y lugares para votar por correo en un comunicado de prensa el 29 de agosto de 2024. Esta instalación está disponible solo para funcionarios preaprobados que participan en tareas electorales.La votación por correo se llevó a cabo los días 4, 5, 6, 11 y 12 de septiembre, estrictamente de acuerdo con el calendario proporcionado.

### Urnas
Según se informa, la Comisión Electoral de Sri Lanka está considerando el uso exclusivo de urnas de cartón en las próximas elecciones, en sustitución de las tradicionales de madera. Durante las elecciones presidenciales de Sri Lanka de 2019 y las elecciones parlamentarias de Sri Lanka de 2020 se utilizó una mezcla de urnas de madera y cartón.
Para garantizar aún más la seguridad, el gobierno impuso una prohibición de bebidas alcohólicas el fin de semana del 21 y 22 de septiembre y desplegó a más de 63.000 agentes de policía para proteger los colegios electorales y los centros de escrutinio. También prohibió la celebración de mítines o celebraciones de la victoria hasta una semana después de que se anunciaran los resultados.

## Candidatos
Al final de la inscripción de candidatos, el 15 de agosto, la Comisión Electoral había aceptado un total de 39 solicitudes para las elecciones presidenciales, el número más alto jamás registrado para unas elecciones presidenciales en Sri Lanka.

### Principales
| Candidato | Candidato                                                   | Cargos políticos | Símbolo electoral | Notes | Ref.   |
| --------- | ----------------------------------------------------------- | --- | ----------------- | --- | ------ |
|           | Ranil Wickremesinghe (75 años) Independiente                | Presidente de Sri Lanka (2022-presente) Primer ministro de Sri Lanka (1993–1994, 2001–2004, 2015–2018, 2018-2019, 2022)                                | Cilindro de Gas   | - Declarado el 26 de julio de 2024 - Candidato presidencial en 1999 y 2005                                                 | [ 25 ] |
|           | Sajith Premadasa (57 años) Samagi Jana Balawegaya           | Líder de la oposición (desde 2019) | Teléfono          | - Declarado el 16 de mayo de 2023 - Hijo del expresidente Ranasinghe Premadasa - Candidato presidencial en 2019.           | [ 26 ] |
|           | Anura Kumara Dissanayake (55 años) JVP                      | Exministro y jefe de la oposición (2015-2018) | Brújula           | - Declarado el 29 de agosto de 2023 - Candidato presidencial en 2019.                                                      | [ 27 ] |
|           | Sarath Fonseka (73 años) Independiente                      | 5º Jefe del Estado Mayor de la Defensa (2009) Exministro de Desarrollo Regional (2016-2018), Ministro de Vida Silvestre y Desarrollo Sostenible (2018) | Linterna          | - Declarado el 25 de julio de 2024 - Candidato presidencial en 2010.                                                       | [ 28 ] |
|           | Wijeyadasa Rajapakshe (65 años) Frente Democrático Nacional | Exministro de Justicia (2022-2024) Exministro de Buda Sasana (2015-2017),                                                                              | Auto              | - Declarado el 25 de julio de 2024                                                                                         | [ 29 ] |
|           | Namal Rajapaksa (38 años) Sri Lanka Podujana Peramuna       | Exministro de Juventud y Deportes (2020-2022) | Flor (Pohottuwa)  | - Declarado el 7 de agosto de 2024 - Hijo del expresidente Mahinda Rajapaksa - Sobrino del expresidente Gotabaya Rajapaksa | [ 30 ] |

### Retirados
- Gotabaya Rajapaksa, expresidente de Sri Lanka (2019-2022)[31][32]
- Basil Rajapaksa, exministro de Finanzas (2021-2022), exmiembro del Parlamento (2007-2010, 2010-2015, 2021-2022) [33]
- Maithripala Sirisena, expresidente de Sri Lanka (2015-2019).[34]

## Campaña

### Plataformas
Ranil Wickremesinghe destacó el éxito de su administración en resolver la escasez de productos básicos. Anura Kumara Dissanayake hizo campaña con una plataforma que promovía las libertades económicas y la protección del bienestar para la clase trabajadora. Sajith Premadasa prometió mitigar el impacto del programa de reestructuración del Fondo Monetario Internacional en los pobres y prometió devolver poderes políticos a la minoría tamil. Namal Rajapaksa se comprometió a reducir las cargas fiscales, atribuyendo las recientes crisis económicas y políticas a la pandemia de COVID-19.

## Debates
El primer debate presidencial estaba previsto para el 7 de septiembre de 2024, organizado por el Movimiento 12 de Marzo. Cuatro candidatos, Sajith Premadasa, Namal Rajapaksa, Dilith Jayaweera y P. Ariyanethiran, confirmaron su participación. El debate tuvo lugar en el Bandaranaike Memorial International Conference Hall (BMICH) y fue retransmitido en directo por la televisión y las plataformas de redes sociales.  Sin embargo, a pesar de las confirmaciones iniciales, solo Dilith Jayaweera asistió al debate.

## Encuestas
En la encuesta IHP SLOTS de enero de 2024, todos los candidatos de los principales partidos seguían teniendo índices de favorabilidad negativos. El índice de favorabilidad neta del candidato del PNP/JVP, Anura Kumara Dissanayake, aumentó en 12 puntos, hasta -10, mientras que los índices de favorabilidad del candidato del SJB, Sajith Premadasa, y del presidente en ejercicio, Ranil Wickremesinghe, disminuyeron cada uno en 9 puntos, hasta -53 y -77, respectivamente.
| Fecha                               | Encuestadora                | Tamaño de la muestra | Dissanayake PNP                       | Premadasa SJB               | Wickremesinghe Independiente | Rajapaksa SLPP | Margen de error |     |     |    |       |
| ----------------------------------- | --------------------------- | -------------------- | ------------------------------------- | --------------------------- | ---------------------------- | -------------- | --------------- | --- | --- | -- | ----- |
| Fecha                               | Encuestadora                | Tamaño de la muestra | 31 de agosto–13 de septiembre de 2024 | Institute for Health Policy | 20,714                       | 48%            | Margen de error | 25% | 20% | 5% | ±3–6% |
| 1 de agosto–2 de septiembre de 2024 | Institute for Health Policy | 19,721               | 36%                                   | 32%                         | 28%                          | 3%             | ±3–7%           |     |     |    |       |
| Julio 2024                          | Institute for Health Policy | 19,015               | 37%                                   | 36%                         | 23%                          | 4%             | ±1–3%           |     |     |    |       |
| Junio 2024                          | Institute for Health Policy | 18,213               | 30%                                   | 43%                         | 20%                          | 7%             | ±1–11%          |     |     |    |       |
| Mayo 2024                           | Institute for Health Policy | 17,751               | 39%                                   | 38%                         | 15%                          | 7%             | ±1–4%           |     |     |    |       |
| Abril 2024                          | Institute for Health Policy | 17,134               | 39%                                   | 39%                         | 13%                          | 9%             | ±1–4%           |     |     |    |       |
| Marzo 2024                          | Institute for Health Policy | 16,661               | 44%                                   | 41%                         | 8%                           | 7%             | ±1–4%           |     |     |    |       |
| Febrero 2024                        | Institute for Health Policy | 16,234               | 53%                                   | 34%                         | 6%                           | 7%             | ±1–4%           |     |     |    |       |
| Enero 2024                          | Institute for Health Policy | 15,590               | 50%                                   | 36%                         | 7%                           | 7%             | ±1–4%           |     |     |    |       |
| Diciembre 2023                      | Institute for Health Policy | 14,941               | 50%                                   | 33%                         | 9%                           | 8%             | ±1–4%           |     |     |    |       |
| Octubre 2023                        | Institute for Health Policy | 13,935               | 51%                                   | 30%                         | 13%                          | 6%             | ±1–4%           |     |     |    |       |
| Septiembre 2023                     | Institute for Health Policy | 13,431               | 46%                                   | 29%                         | 17%                          | 8%             | ±1–3%           |     |     |    |       |
| Agosto 2023                         | Institute for Health Policy | 12,848               | 38%                                   | 35%                         | 18%                          | 9%             | ±1–3%           |     |     |    |       |
| Julio 2023                          | Institute for Health Policy | 12,269               | 39%                                   | 33%                         | 19%                          | 9%             | ±1–3%           |     |     |    |       |
| Junio 2023                          | Institute for Health Policy | 11,926               | 40%                                   | 35%                         | 15%                          | 9%             | ±1–3%           |     |     |    |       |
| Mayo 2023                           | Institute for Health Policy | 11,897               | 38%                                   | 34%                         | 18%                          | 10%            | ±1–4%           |     |     |    |       |
| Abril 2023                          | Institute for Health Policy | 11,367               | 45%                                   | 37%                         | 13%                          | 6%             | ±1–4%           |     |     |    |       |
| Marzo 2023                          | Institute for Health Policy | 10,601               | 48%                                   | 37%                         | 11%                          | 4%             | ±1–5%           |     |     |    |       |